# Jeanette J. Epps
Jeanette Jo Epps, född 3 november 1970 i Syracuse i New York, är en amerikansk astronaut, uttagen till astronautgrupp 20 i juni 2009.
I januari 2017 meddelades att hon skulle delta i Expedition 56/57 ombord på den Internationella rymdstationen. Ett år senare meddelades det att hon var ersatt av sin reserv Serena Auñón-Chancellor.
I augusti 2020 meddelade NASA att hon kommer flyga med Boeing Starliner-1 till ISS. Vid tiden för tillkännagivandet, var flygningen planerad till 2021.
Epps utsågs i augusti 2023 att delta i Expedition 70 och 71. Hon flög till rymdstationen med SpaceX Crew-8.
SpaceX Crew-8 sköts upp den 4 mars 2024 och landade den 25 oktober 2024.

## Rymdfärd
- SpaceX Crew-8, Expedition 70/71/72